# Polyura romanus
Polyura romanus är en fjärilsart som beskrevs av Hans Fruhstorfer 1904. Polyura romanus ingår i släktet Polyura och familjen praktfjärilar. Inga underarter finns listade i Catalogue of Life.